# Südindische Baumvogelspinne
Südindische oder Salem-Baumvogelspinne (Poecilotheria formosa) ist eine Webspinne aus der Familie der Vogelspinnen (Theraphosidae). Entsprechend ihren Trivialnamen ist die Art im Süden Indiens endemisch.
Einer der deutschen Bezeichnungen ähnlich wird die Art im Englischen als Salem ornamental tarantula (übersetzt Salem-Ornamentvogelspinne) bezeichnet.

## Merkmale

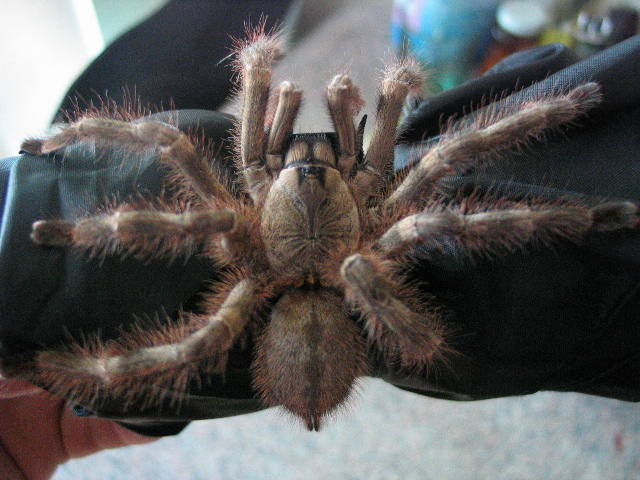
Männchen

Das Weibchen der Südindischen Baumvogelspinne erreicht eine Körperlänge von etwa 60 und das Männchen eine von etwa 50 Millimetern. Die Art besitzt eine braune Grundfärbung und wie alle Arten der Gattung eine kontrastreiche Zeichnung, die besonders beim Weibchen stark ausgeprägt ist. So besitzt das Weibchen ein helles Ornamentmuster auf dem Prosoma (Vorderkörper) und dem Opisthosoma (Hinterleib) und ebenso hell geringelte Extremitäten. Beim Männchen sind die Musterungen weniger stark vorhanden.

### Ähnliche Arten
Eine der Indischen Baumvogelspinne ähnliche Art ist die nah verwandte, allerdings in Zentralindien vertretene Poecilotheria chaojii. Von der Indischen Baumvogelspinne unterscheidet sich diese durch die hier auf der Ventralseite des vierten Beinpaares fortgeführte Ringelungen. Außerdem bestehen einige Ähnlichkeiten mit der Art Poecilotheria tigrinawesseli.

## Vorkommen

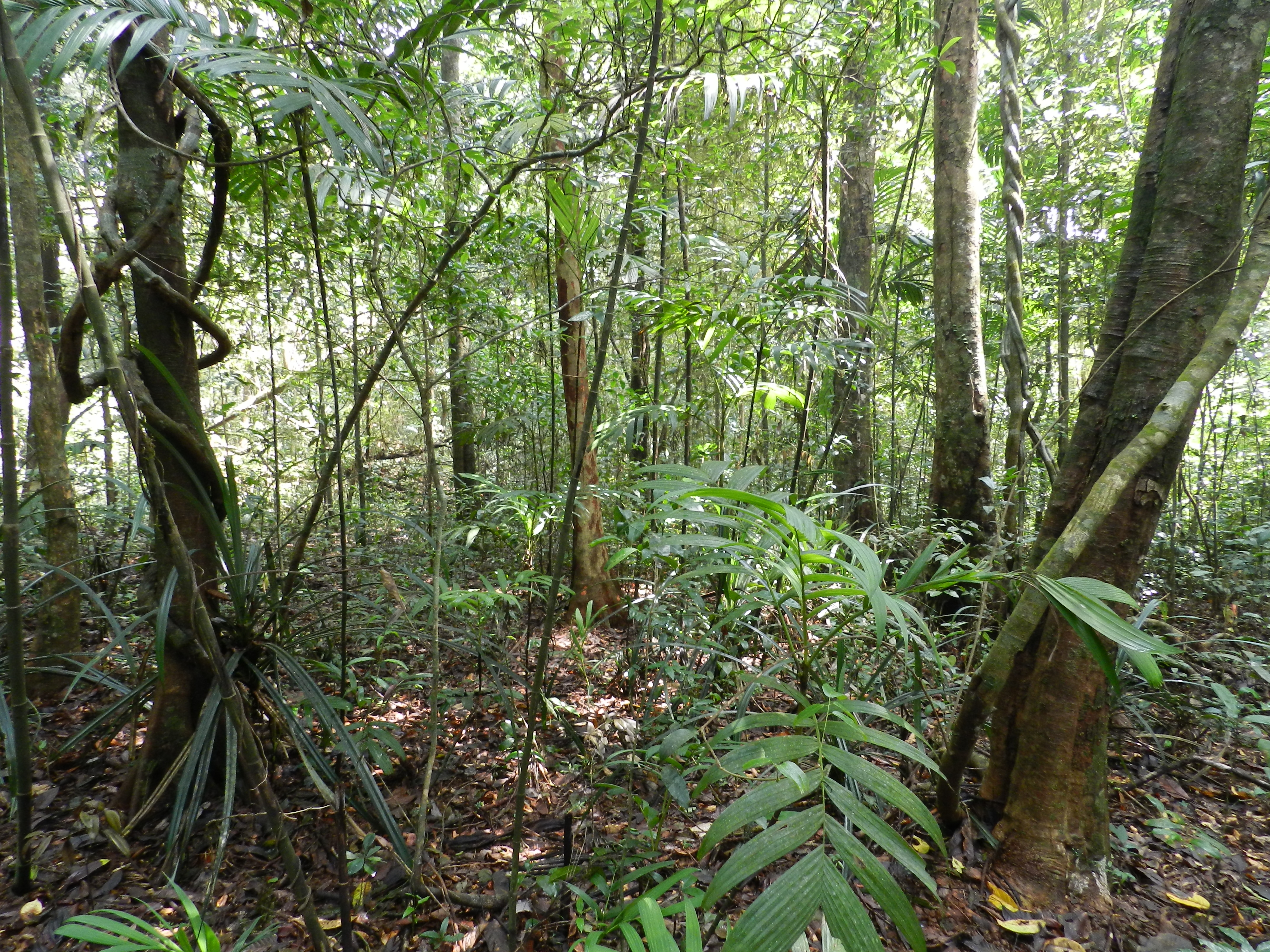
Regenwald nahe der südindischen Siedlung Agumbe (Distrikt Shivamogga im Bundesstaat Karnataka), einer der Lebensräume der Südindischen Baumvogelspinne.

Die Südindische Baumvogelspinne bewohnt entsprechend der Trivialbezeichnungen Südindien als Endemit und teilt sich einige Gebiete ihres Verbreitungsgebiets mit der zur gleichen Gattung zählenden Tigervogelspinne (P. regalis). Wie diese lebt die Südindische Baumvogelspinne in den tropischen Regenwälder des Verbreitungsgebiets. Anders als die Tigervogelspinne kommt sie allerdings ausschließlich im Tiefland vor.

### Bedrohung und Schutz
Die Bestände der Südindischen Baumvogelspinne sind wie die anderer Arten der Gattung, bedingt durch den Rückgang ihrer Lebensräume und durch die übermäßige Entnahme von aus der Natur stammenden Exemplaren für den Heimtierhandel rückläufig und die Art ist somit bedroht. Von der IUCN wird sie als „gefährdet“ („endangered“) eingestuft und nach dem Washingtoner Artenschutzübereinkommen dürfen Wildfänge nur noch limitiert exportiert werden.

## Lebensweise

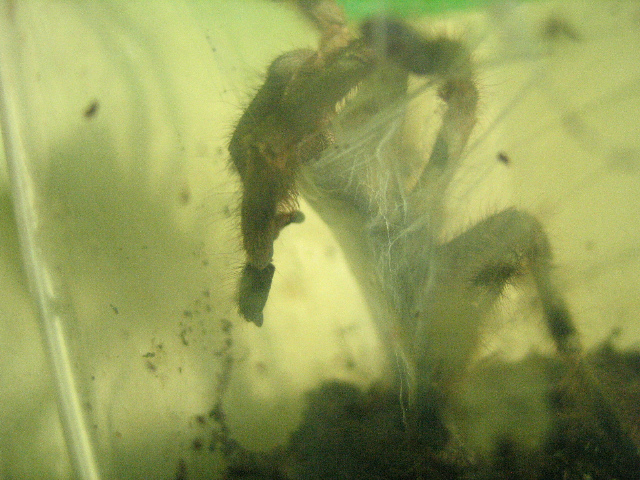
Als Heimtier gehaltenes Männchen in seinem Wohngespinst

Die Südindische Baumvogelspinne zählt wie die anderen Arten der Gattung Poecilotheria zu den baumbewohnenden Vogelspinnen und legt innerhalb ihres Habitats Wohngespinste an, diese bevorzugt in Baumhöhlen. Die wie alle Vogelspinnen nachtaktive Art verlässt ihr Wohngespinst, anders als andere Arten der Familie, auch häufig tagsüber auf Suche nach Beutetieren.
Mit den weiteren Arten der Gattung teilt die Südindische Baumvogelspinne ihr scheues Wesen. Bei Störungen versucht sie meist blitzartig zu fliehen. Ist der Spinne eine Flucht nicht gegeben, dann nimmt sie die für Vogelspinnen typische Drohgebärde ein und kann in größter Not auch beißen.

### Phänologie und Fortpflanzung

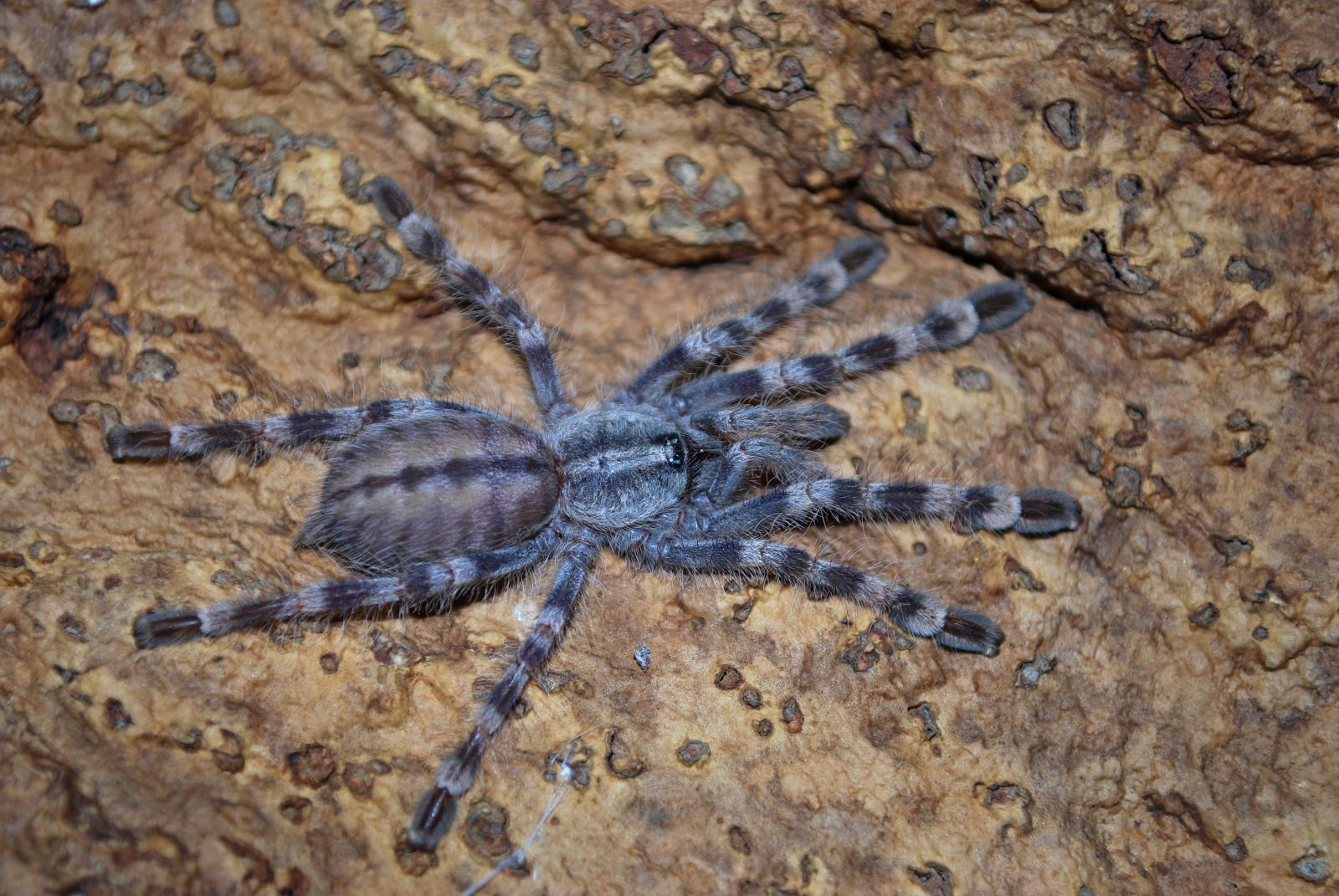
Jungtier

Die Südindische Baumvogelspinne ist ganzjährig aktiv und ihr Fortpflanzungsverhalten weicht nicht weiter von dem anderer Vogelspinnen ab. Ein Weibchen legt einige Zeit nach der Paarung einen Eikokon an, der 50 bis 200 Eier enthalten kann. Die innerhalb eines gewissen Zeitraums nach der Fertigung des Kokons geschlüpften Jungtiere sind hellbraun gefärbt und weisen dunkle Zeichenelemente auf. Weibchen der Art werden in Gefangenschaft zwölf bis fünfzehn Jahre alt, die Männchen sind kurzlebiger.

## Terraristik

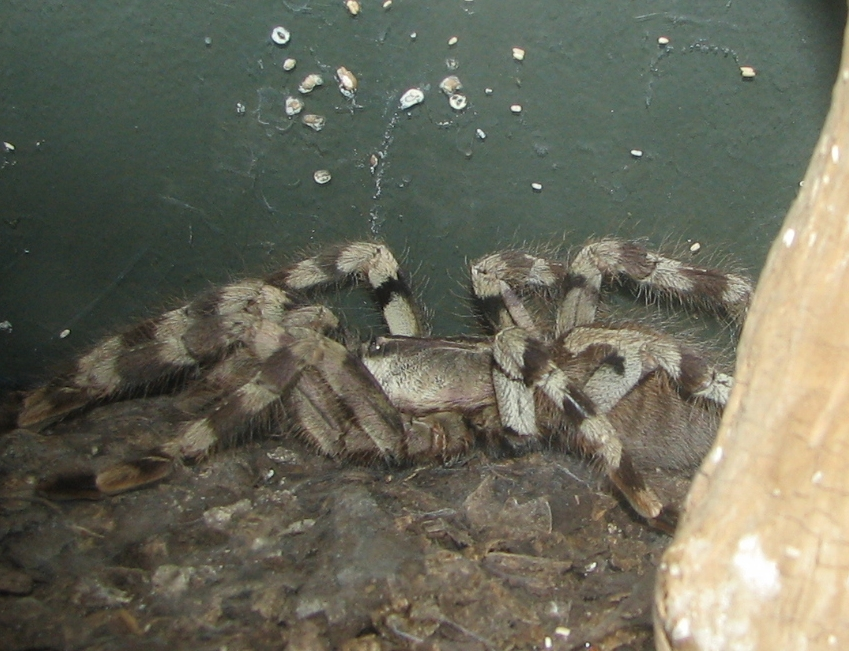
Ein in einem Terrarium gehaltenes Weibchen

Wie einige andere Vogelspinnen erfreut sich auch die Indische Baumvogelspinne einer gewissen Beliebtheit als Heimtier in der Terraristik. Für die in tropischen Regenwäldern vorkommende Art muss, um eine erfolgreiche Haltung zu erreichen, die in ihrem natürlichen Vorkommensgebiet herrschen. Vor dem Erwerb eines oder mehreren Exemplaren der Indischen Baumvogelspinne sollte man sich dem hektischen Gemüt der Art bewusst sein. Außerdem hat die Indische Baumvogelspinne wie alle Arten der Gattung ein für Vogelspinnen vergleichsweise starkes Gift. Bedingt ist eine Gruppenhaltung mehrerer Tiere in einem Behältnis möglich, wobei die Möglichkeit, dass Kannibalismus unter den Spinnen auftritt, grundsätzlich nicht ganz ausgeschlossen werden kann.
Obgleich Nachzuchten der Art im Handel verfügbar sind, wird befürchtet, dass die bereits bedrohten Bestände noch weiter durch übermäßigen Export schwinden (siehe Kapitel „Bedrohung und Schutz“).

## Systematik
Die Indische Baumvogelspinne wurde bei ihrer Erstbeschreibung durch Reginald Innes Pocock im Jahr 1899 Poecilotheria formosa benannt. Der Artname stammt von dem lateinischen Wort formosus für „wohlgestaltet“.  Es wurden keine Umbenennungen oder Umstellungen vorgenommen. Eine von K. Thulsi Rao 2006 als Poecilotheria nallamalaiensis neu beschriebene Vogelspinne wurde später mit der Indischen Baumvogelspinne synonymisiert, da es sich nicht um eine eigene Art handelte.

## Galerie

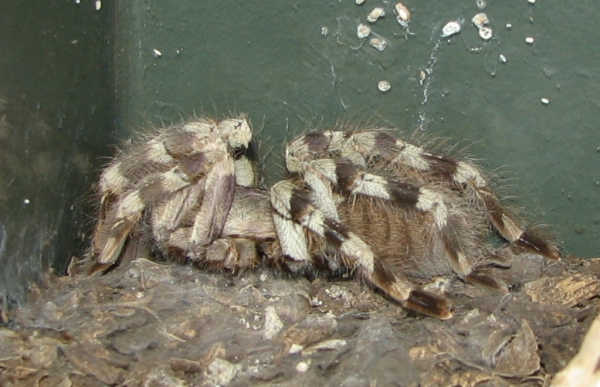
Lateralansicht eines Weibchens
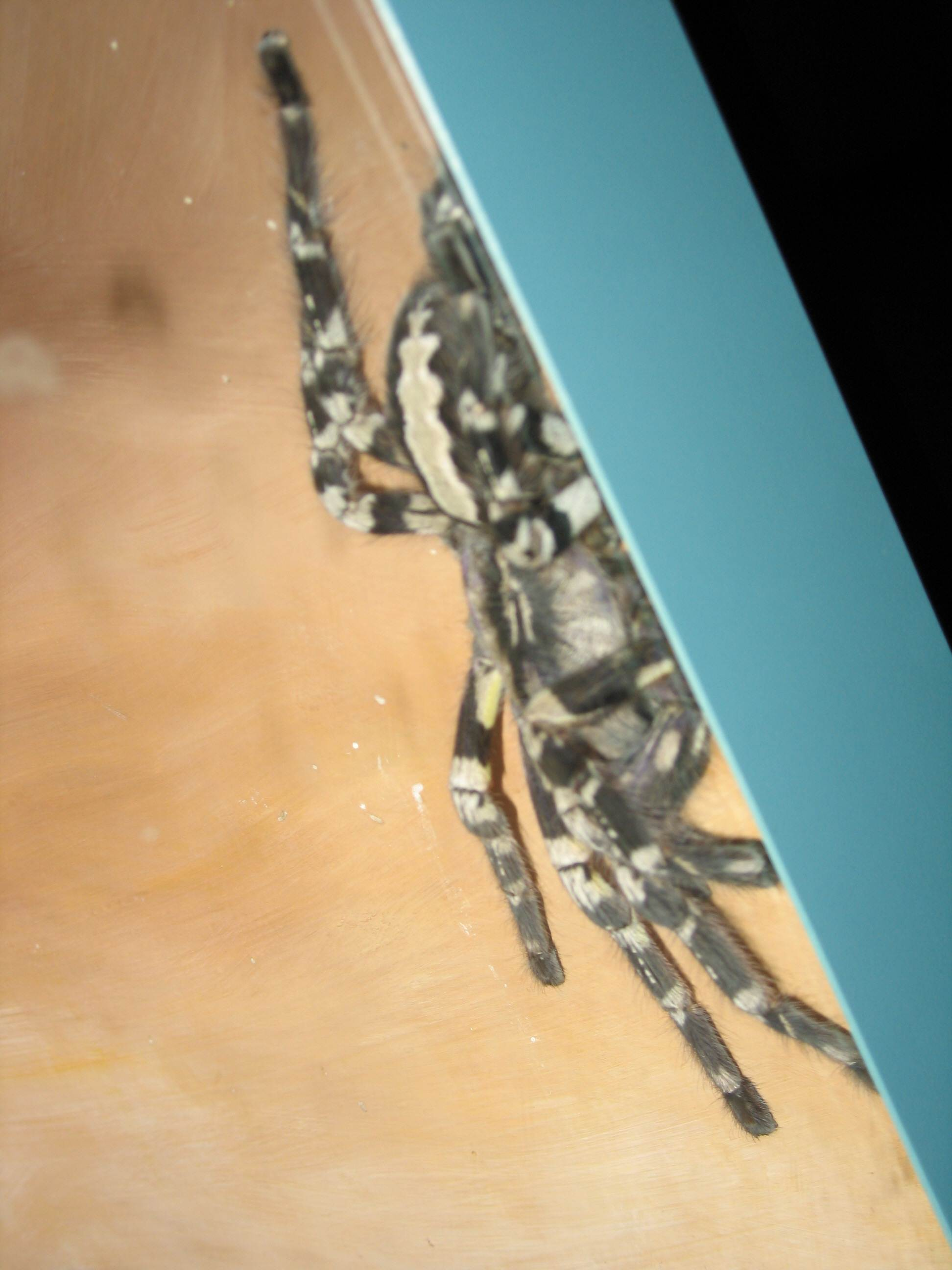
Rückansicht eines Weibchens
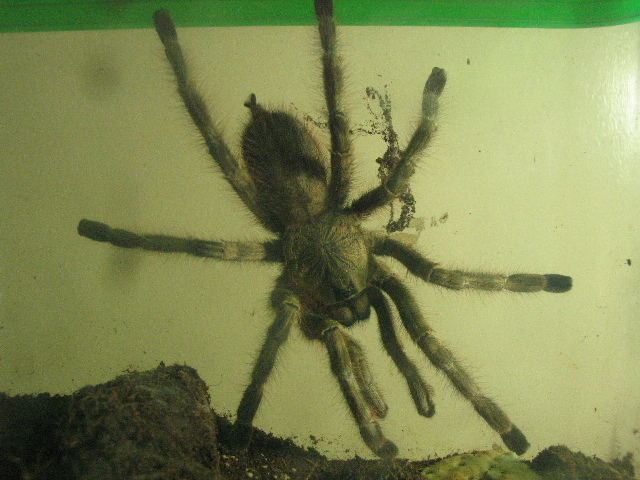
Dorsalansicht eines Männchens
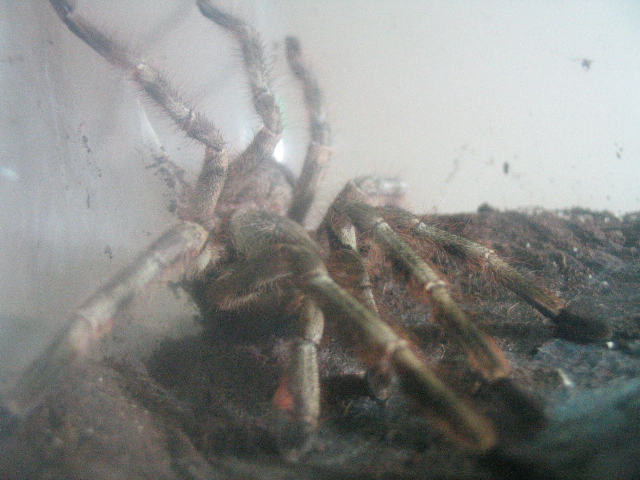
Frontalansicht eines Männchens